# Cirolana sadoensis
Cirolana sadoensis là một loài chân đều trong họ Cirolanidae. Loài này được Nunomura miêu tả khoa học năm 1981.